# Adony
Adony este un oraș în districtul Dunaújváros, județul Fejér, Ungaria, având o populație de 3.712 locuitori (2011). 

## Demografie
Componența etnică a orașului Adony
     Maghiari (95,93%)
     Germani (2,48%)
     Necunoscut (0,69%)
     Alții (0,9%)
Componența confesională a orașului Adony
     Romano-catolici (40,06%)
     Fără religie (22,58%)
     Reformați (3,74%)
     Necunoscută (31,95%)
     Alte religii (2,07%)
Conform recensământului din 2011, orașul Adony avea 3.712 locuitori. Din punct de vedere etnic, majoritatea locuitorilor (95,93%) erau maghiari, cu o minoritate de germani (2,48%). Apartenența etnică nu este cunoscută în cazul a 0,69% din locuitori. Nu există o religie majoritară, locuitorii fiind romano-catolici (40,06%), persoane fără religie (22,58%) și reformați (3,74%). Pentru 31,95% din locuitori nu este cunoscută apartenența confesională.